# El procés (pel·lícula)
El procés (anglès: The Trial, francès: Le Procès) és una pel·lícula dramàtica de 1962 escrita i dirigida per Orson Welles, basada en la novel·la homònima publicada pòstumament el 1925 de Franz Kafka. Welles va declarar immediatament després de completar la pel·lícula: «El procés és la millor pel·lícula que he fet mai». La pel·lícula comença amb Welles narrant la paràbola de Kafka «Davant la llei» amb escenes de pantalla d'agulles creades pels artistes Alexandre Alexeieff i Claire Parker. S'ha doblat al català.
Anthony Perkins interpreta en Joseph K., un buròcrata acusat d'un crim mai especificat, i Jeanne Moreau, Romy Schneider i Elsa Martinelli interpreten dones que s'impliquen de diverses maneres en el judici i a la vida d'en Joseph. Welles interpreta l'advocat d'en Joseph i el principal antagonista de la pel·lícula.
El procés ha crescut en reputació al llarg dels anys, i alguns crítics, inclòs Roger Ebert, l'han qualificat d'obra mestra. Sovint és elogiada pel disseny escènic i la fotografia, que inclou angles de càmera desorientadors i un ús no convencional de l'enfocament.